# Агренева-Славянская, Ольга Христофоровна
О́льга Христофо́ровна Агре́нева-Славя́нская (урождённая Поздняко́ва или Пономарёва) (1847, Вологодская губерния или Санкт-Петербург, Российская империя — 20 декабря 1920, Ялта, Таврическая губерния) — русская фольклористка, этнограф, этнолог, музыкант и композитор.

## Биография
Окончила Смольный институт в Санкт-Петербурге, куда попала после ранней смерти отца.
Жена и сотрудница Д. А. Агренева-Славянского. Составительница сборников народных песен, исполнявшихся «Славянской капеллой», автор статей о народной музыке, печатавшихся в периодических изданиях, в том числе в журнале «Русская мысль». Написала «Воспоминания» («Новое время», 1908, № 11664, 11685, 11692).
Автор либретто оперы «Боярин Орша» (композитор — её сын Кирилл). Как композитор известна обработкой музыки к романсу «Элегия» А. Н. Аммосова, более известному как народная песня «Хасбулат удалой».
Как признанный этнограф избрана действительным членом Императорского русского географического общества, также «Общества авторов и композиторов» (Париж), Географических обществ в Испании и Португалии, Исторического общества «Атенес» в Барселоне, Учёной архивной комиссии в Твери. Кавалер иностранных орденов «За науки и искусства».

## Семья
- Мать — С. М. Верховская из старинной дворянской семьи.
- Муж — Дмитрий Александрович. У них было 8 детей. Получив музыкальное образование (Юрий — в Парижской консерватории, Кирилл — в Женевской, Маргарита — в Берлине, Надежда, Елена и Ольга — в Вене у известной певицы Матильды Маркези де Кастроне), они при возвращении домой стали сподвижниками родителей[3].
- Сыновья:
  - Юрий Дмитриевич (1876—1918), возглавлял часть распавшейся после смерти отца «Славянской капеллы»;
  - Кирилл Дмитриевич (1885—1948) — композитор и дирижёр русского зарубежья.
- Дочь — Маргарита Дмитриевна (1880—1964) — руководила второй частью капеллы (после 1908). Во второй половине 1920-х годов выехала с некоторыми певцами из «Славянской капеллы» за рубеж; c 1931 года проживала и вела концертную деятельность в США.

## Сочинения
- Агренева-Славянская О. Х. О народной поэзии и песне. — СПб.: тип. Э. Гоппе, 1882. — С. 41.
- Агренева-Славянская О. Х. Описание русской крестьянской свадьбы с текстом и песнями: обрядовыми, голосильными, причитальными и завывальными. — М.; СПб.; Тверь, 1887—1889. — Т. 1—3.
- Агренева-Славянская О. Х. Сборник песен, исполняемых в народных концертах Д. А. Агренева-Славянского, собранных в России и в славянских землях О. X. Агреневой-Славянскою. — М.: тип. т-ва И. Д. Сытина, 1896. — С. 191.
- Агренева-Славянская О. Х. Русские песни и песни южных и западных славян (Вечера пения Дмитрия Александровича Славянского) / собранные Д. А. Славянским; переложенные для одного голоса и хора О. Х. Славянскою. — М., 1881. — С. 44.